# Yūshi Nagashima
Yūshi Nagashima (japanisch 永島 悠史 Nagashima Yūshi; * 12. Juli 1996 in der Präfektur Kyoto) ist ein japanischer Fußballspieler.

## Karriere
Nagashima erlernte das Fußballspielen in der Jugendmannschaft von Kyoto Sanga FC. Hier unterschrieb er 2015 auch seinen ersten Profivertrag. Der Verein aus Kyōto spielte in der zweiten japanischen Liga, der J2 League. Für den Verein absolvierte er sieben Zweitligaspiele. 2017 wechselte er für zwei Jahre auf Leihbasis nach Gifu zum Ligakonkurrenten FC Gifu. Nach der Ausleihe wurde er am 1. Februar 2019 fest unter Vertrag genommen. Am Ende der Saison 2019 stieg er mit Gifu in die dritte Liga ab. Nach insgesamt 87 Ligaspielen für Gifu unterschrieb er im Januar 2021 einen Vertrag beim ebenfalls in der dritten Liga spielenden Gainare Tottori.